# Cuevo
Cuevo è un comune (municipio in spagnolo) della Bolivia nella provincia di Cordillera (dipartimento di Santa Cruz) con 3.587 abitanti (dato 2010).

## Cantoni
Il comune è formato dall'unico cantone omonimo suddiviso in 7 subcantoni.